# 傻的可以 (許秋怡專輯)
《傻的可以》是許秋怡的首張國語大碟，也是她第五張專輯，在1996年6月推出。專輯的第一主打歌《低聲下氣》及第二主打歌《第三者》大量運用幽怨形象去吸引聽眾注意，當時也以「全球華人公認唱片市場最傻的女孩」作招徠。

## 曲目
| 曲序 | 曲名                      | 曲            | 詞     | 編曲          | 附註       |
| 01   | 低聲下氣                  | 劉奕洲        | 何啟弘 | 錢幽蘭        | 第一主打歌 |
| 02   | 紅伶怨                    | 莫凡          | 鄧碧清 | 錢幽蘭        | 第四主打歌 |
| 03   | 任性                      | 劉奕洲        | 林創宴 | 錢幽蘭        |            |
| 04   | 我是個愛情傻瓜            | 黃明洲        | 黃明洲 | 洪晟文 吳青蓉 |            |
| 05   | 管不住的癡 （林漢揚合唱） | 劉奕洲 莫凡   | KEY    | 孫崇偉        | 第三主打歌 |
| 06   | 第三者                    | 莫凡          | 何啟弘 | 錢幽蘭        | 第二主打歌 |
| 07   | 握沙                      | 陳柏全        | KEY    | 錢幽蘭        |            |
| 08   | 我沒變                    | 黃麗星 洪晟文 | 鄧碧清 | 錢幽蘭        |            |
| 09   | 燭光                      |               | 鄧碧清 | 洪晟文 吳青蓉 |            |
| 10   | 狡猾的男人                |               | 何啟弘 | 錢幽蘭        |            |

## 唱片版本
- 平裝CD版
- 盒裝CD版